# Эмпорда
Эмпорда́, правильнее Эмпурда́ (кат. Empordà [əmpurˈða]; Ампурда́н, исп. El Ampurdán) — природный и исторический регион в испанской автономной территории Каталония. Включает в себя две комарки: Альт-Эмпорда (Верхняя Эмпорда) и Баш-Эмпорда (Нижняя Эмпорда). Название происходит от древнегреческой колонии Эмпорион (букв. «рынок»).